# Schüco Arena
A Schüco Arena (korábbi nevén: Alm) Bielefeld labdarúgó-stadionja. A stadion, melynek maximális befogadóképessége 27 300 fő, az Arminia Bielefeld tulajdona, hazai mérkőzéseit itt játssza.
A stadiont 1926-ban építették egy olyan területen, amely azelőtt egy farmer tulajdonaként mezőgazdasági terület volt. Innen ered a stadion régi nevének eredete, az Alm németül alpesi legelőt jelent.